# Багратионовск (станция)
Багратио́новск (бывшая Пройсиш-Эйлау) — железнодорожная станция 5 класса на 36,8 километре линии Калининград-Пассажирский — Багратионовск (эксп.) Калининградской железной дороги. Открыта в 1866 году. Находится в одноимённом городе Багратионовск в Багратионовского района (городского округа) Калининградской области. На станции находится пограничный перевалочный переход. 
На станции в сильно перестроенном виде сохранился вокзал и железнодорожная водонапорная башня 1938 года постройки.
Действовавшее ранее железнодорожное сообщение с польским городом Бартошице прекращено в связи с демонтажом рельсов, пригородные поезда ходят не до самого города, а только до остановочного пункта Стрельня-Новая, расположенного в 15 км севернее.

## География
Соседние станции (ТР4): 102219 Долгоруково-Западное, 102223 Стрельня-Новая.
Расстояние до узловых станций (в километрах): Калининград-Пассажирский — 36, Багратионовск (эксп.) — 5.

## Коммерческие операции
- 1	Прием и выдача повагонных отправок грузов, допускаемых к хранению на открытых площадках станций.
- 3	Прием и выдача грузов повагонными и мелкими отправками, загружаемых целыми вагонами, только на подъездных путях и местах необщего пользования.
- Б	Продажа билетов на все пассажирские поезда. Прием и выдача багажа не производятся.